# NGC 6102
NGC 6102 is een spiraalvormig sterrenstelsel in het sterrenbeeld Noorderkroon. Het hemelobject werd op 24 juni 1864 ontdekt door de Schotse astronoom James Dunlop.

## Synoniemen
- UGC 10300
- MCG 5-38-47
- ZWG 167.60
- PGC 57639